# Socialismo o barbarie
Socialismo o barbarie (en francés: Socialisme ou barbarie) fue un grupo marxista francés que existió entre 1948-1965. El nombre también se refiere a la revista del grupo. La expresión Socialismo o barbarie fue utilizada por primera vez por Rosa Luxemburgo en 1916, inspirada por un texto escrito por Friedrich Engels. Algún autor discrepa y atribuye la cita a Karl Kautsky.

## Orígenes
En Francia, 1946, Cornelius Castoriadis y Claude Lefort, entre otros miembros del Partido Comunista Internacionalista (Parti Communiste Internationaliste), crearon la llamada tendencia Chaulieu-Montal, que pronto pasaría a llamarse Socialismo o barbarie. En 1948, la facción se separó del PCI y abandonó los postulados trotskistas, en particular la consideración de la URSS como «estado obrero degenerado». El grupo comenzó entonces a publicar la revista del mismo nombre. Otros integrantes fueron: Daniel Blanchard (como Pierre Canjuers), Guy Debord, Jacques Gautrat (como Daniel Mothé), Gérard Genette, Pierre Guillaume, Alain Guillerm, Jean Laplanche, Jean-François Lyotard, Albert Maso (como Vega), Henri Simon y Pierre Souyri.

## Ideas principales
Los miembros de Socialismo o barbarie combatían el estalinismo en todas sus formas y trataron de desarrollar un marxismo antidogmático. Consideraban a la URSS y a todos los países autodenominados socialistas como capitalistas de Estado.
```
Es decir, sociedades dirigidas por una nueva 
clase
 dominante (la 
burocracia
) de explotadores engañosamente autonombrados socialistas, es decir, dirigentes del Estado y de la economía que habían ocupado el lugar de los patronos mientras que la situación real de los trabajadores permanecía sin cambios.
```

## Desarrollo y disolución
Aunque fuertemente influido por Castoriadis, el grupo tuvo desde su creación diferentes corrientes internas que acabaron por producir dos escisiones importantes:
- En 1951, un primer conflicto estalló entre los partidarios de crear un partido revolucionario estructurado en torno a un programa político (Castoriadis) y los que confiaban en la unión espontánea de la vanguardia obrera a lo largo de un proceso revolucionario violento; estos creían que Socialismo o barbarie no debía ser más que un lugar de discusión y de crítica. La controversia condujo a la salida temporal de Lefort y otros militantes.
- En junio de 1958, después de asumir De Gaulle la presidencia de la República, se produjo otra crisis con el mismo tema de fondo, pero en una situación nueva provocada por la llegada de nuevos miembros, la mayoría estudiantes. Un grupo retomará las tesis de Lefort y formará Informations et Liaison Ouvrières (Información y lazos obreros). Por su parte, Castoriadis y otros militantes, a pesar de rechazar el modelo leninista de partido, se pronunciaron por el desarrollo de una organización política basada en un programa de acción enfocado a ayudar a la vanguardia obrera a desarrollar su toma de conciencia política

A partir de 1960, Castoriadis se fue alejando del marxismo. Entendía que la extensión de los regímenes burocráticos y la burocratización creciente del capitalismo estaba creando una sociedad de estructura piramidal donde la mayoría de las personas, sometidas a la alienación, podrían ser impulsadas a combatir el sistema fuera de la idea de lucha de clases.
Después de sucesivas escisiones, Socialismo o barbarie se autodisolvió entre 1966 y 1967.